# Horacio Vázquez Rial
Horacio Vázquez-Rial (Buenos Aires, 20 de març de 1947 - Madrid, 6 de setembre del 2012) va ser un escriptor, periodista, traductor i historiador hispanoargentí.

## Biografia
Era fill d'emigrants espanyols. Militant trotskista en la seva joventut, va haver de exiliar-se de l'Argentina al novembre de 1974 davant les amenaces a la seva vida de la Triple A. Només tornaria dotze anys més tard.
Va començar a l'Argentina estudis demedicina i sociologia, però finalment es va llicenciar en Història Medieval i es va doctorar en Geografia Humana per la Universitat de Barcelona, ciutat que li va encantar després de conèixer a Juan Marsé i on va residir entre 1968 i 2008, any en què es traslladar a Madrid.
Va exercir com a professor de Geografia Humana i d'escriptura creativa. Va treballar a més com a editor i periodista.
Es va iniciar en la literatura com a poeta el 1965, amb la publicació de Juegos del archipiélago (Jocs de l'arxipèlag). Catorze anys després va treure un segon llibre de poemes, Los borrachos en el cementerio (Els borratxos al cementiri), però on sobresortiria seria en la narrativa i l'assaig.
Va ser finalista del Premi Nadal el 1986, amb la novel·la Historia del Triste (Història del Trist), finalista del premi Plaza & Janés el 1989 amb La reina de oros (La reina d'ors), i guanyador dels premis Fernando Quiñones el 2003 amb La capital del olvido (La capital de l'oblit), premi Generació del 27 2006 amb El cuñado de Nietzsche y otros viajes (El cunyat de Nietzsche i altres viatges) i premi La otra orilla 2006, del Grup Editorial Norma / Belacqva, amb El camino del Norte (El camí del Nord). Una altra important novel·la seva, basada en la biografia del músic, militar republicà i espia Gustavo Durán, és El soldado de porcelana (El soldat de porcellana) (1997).
Com altres intel·lectuals de la seva generació, va ser qüestionant de mica en mica les seves pròpies posicions d'esquerra i decantant cap a posicions dretanes. Va ajustar comptes de forma definitiva amb el progressisme després de l'11-S, i ho va plasmar en el seu assaig La izquierda reaccionaria (L'esquerra reaccionària):
| «                                  | L'11 de setembre de 2001 sabia ja, per exemple, que l'esquerra tradicional, fos comunista, socialista o socialdemòcrata, era antisemita, explícitament o implícitament, de forma conscient o inconscient, però ignorava fins a quin punt. Sabia que aquesta esquerra no s'havia fet càrrec de problemes com la immigració, el funcionament democràtic o les relacions entre països, assumptes en què havia sortit al pas amb respostes tan ridícules com inadequades, del tipus del multiculturalisme, la política de masses o el pèrfid imperialisme, quan no amb aliances perverses amb governs de països expulsors d'emigrants com Cuba o el Marroc, però no aconseguia distingir amb claredat, o em negava a això per fosques raons afectives, que aquestes respostes eren producte d'un odi a Occident (a la cultura de la qual va néixer el pensament progressista, a la cultura de la Il·lustració i la raó, i a les societats obertes en què va prosperar, que voreja el patològic i, per descomptat, profundament irracional. Sabia, en suma, que l'esquerra havia esdevingut reaccionària, però desconeixia la mesura real del seu reaccionarisme. Però entre el 11 i el 20 de setembre de 2001, aproximadament, aquesta es va definir amb tota precisió. | » |
| — La izquierda reaccionaria (2003) | |   |

Va ser un dels promotors de l'associació Ciutadans de Catalunya i un dels signants del manifest d'aquesta «Per la creació d'un nou partit polític a Catalunya», germen del Ciutadans-Partit de la Ciutadania. Durant els últims 25 anys de la seva vida va publicar articles en els principals diaris espanyols, com l'ABC, El País i El Mundo. Va ser assidu també de la premsa a internet, mitjançant les seves columnes a Libertad Digital, Diario de América, en un blog a Periodista Digital i col·laborador en la fundació FAES.
Va ser assessor d'Esperanza Aguirre en els seus últims anys de vida.
Va morir d'un càncer de pulmó el 6 de setembre de 2012. Quan el 2011 es va assabentar de la seva malaltia, va dir: «No, no tinc por a la mort. Cap. Sóc agnòstic (...) però he viscut segons la norma pascaliana, com si Déu existís».
Va ser incinerat al cementiri de l'Almudena.

## Obra

### Novel·la
- Segundas personas, Alfaguara, Madrid, 1983 (reedició: Plaza & Janés, Barcelona, Biblioteca de Autor, 1990).
- El viaje español, Alfaguara, Madrid, 1985 (reedició: Plaza & Janés, Barcelona, Biblioteca de Autor, 1990).
- Oscuras materias de la luz, Alfaguara, Madrid, 1986 (reedició: Biblioteca de El Sol, Madrid, 1991).
- Historia del Triste, Destino, Barcelona, gener de 1987 (finalista del Premi Nadal 1986; reedición: Plaza & Janés, Barcelona, Biblioteca de Autor, 1989).
- La libertad de Italia, (con postfaci de Juan Luis Cebrián; Destino, Barcelona, 1987.
- Territorios vigilados, Destino, Barcelona, 1988 (reedició: Plaza & Janés, Barcelona, Biblioteca de Autor, 1991).
- La reina de oros, Plaza & Janés, Barcelona, 1989 (finalista del Premi Plaza & Janés de Novel·la 1989).
- Los últimos tiempos, Plaza & Janés, Barcelona, 1991 (reedició: Ediciones B, Barcelona, 1998).
- La isla inútil, Editorial Juventud, Barcelona, 1991 (reedició: Acento Editorial, Madrid, 1997).
- Frontera sur, Alfaguara, Madrid, 1994 (filmada per Gerardo Herrero el 1998).
- El soldado de porcelana, Ediciones B, Barcelona, 1997 (reedició: Suma de Letras, Madrid, 2001).
- El maestro de los ángeles, Ediciones SM, Madrid, 1997.
- La pérdida de la razón, RBA, Barcelona, 1999.
- Las leyes del pasado, Ediciones B, Barcelona, 2000.
- Las dos muertes de Gardel, Ediciones B, Barcelona, 2001.
- La guerra secreta, Ediciones B, Barcelona, 2001; conté 5 textos (dos d'ells inèdits):
  - Historia del Triste.
  - El lugar del deseo (inèdita).
  - La libertad de Italia.
  - Territorios vigilados.
  - Crónica de Ana (inèdita).
- Revolución, Ediciones B, Barcelona, 2002.
- La capital del olvido, Alianza, Madrid, 2004, ISBN 9788420645544 (Premi Fernando Quiñones).
- El camino del norte, Belacqva, 2006 (Premi La otra orilla, del Grupo Editorial Norma/Belacqva).

### Assaig
- Notas acerca de algunas políticas poblacionales de Latinoamérica, Buenos Aires, Alacode, 1974.
- Buenos Aires, Destino, Barcelona, 1989.
- Buenos Aires 1880-1930 (editor), Alianza, Madrid, 1996.
- La Guerra Civil española: una historia diferente, Plaza & Janés, Barcelona, 1996.
- La formación del país de los argentinos, Javier Vergara Editor, Barcelona-Buenos Aires, 1999.
- El enigma argentino (descifrado para españoles), Ediciones B, Barcelona, 2002.
- La izquierda reaccionaria, Ediciones B, Barcelona, 2003.
- Hombres solos, Ediciones B, Barcelona, 2004.
- Perón, tal vez la historia Alianza, Madrid, 2005. ISBN 84-206-7690-X.
- Santiago de Liniers. Encuentro, 2012. ISBN 978-84-9920-128-3.

### Poesia
- Juegos del archipiélago, Buenos Aires, 1965.
- Los borrachos en el cementerio, La Lira Argentina, Barcelona, 1979.

### Guions de cinema
- Frontera Sur, 1998.

## Premis i honors
- Premi Martí i Pol a Explicación del Sur, poesia (inédita).
- Finalista del Premi Nadal 1986 per Historia del Triste.
- Finalista del Premi Plaza & Janés 1989 per La reina de oros.
- V Premi de Novela Fernando Quiñones per La capital del olvido.
- Premi La Otra Orilla 2006 (Grupo Editorial Norma/Editorial Belacqva) per El camino del norte.
- Premi Generación del 27 2006, por El cuñado de Nietzsche y otros viajes.